# Yūbetsu
Yūbetsu (japanska: 湧別町?, Yūbetsu-chō) är en landskommun (köping) i Hokkaido prefektur i Japan. 